# Ticera
Ticera – wieś w Rumunii, w okręgu Hunedoara, w gminie Bulzeștii de Sus. W 2011 roku pozostawała niezamieszkana.